# Microsoft InfoPath
Microsoft InfoPath (tên đầy đủ Microsoft Office InfoPath) là một ứng dụng được sử dụng để phát triển XML nhập dữ liệu dựa trên hình thức, ban đầu được phát hành như là một phần của Microsoft Office 2003 Professional. Tính năng chính của InfoPath là khả năng để xem các tài liệu XML và chỉnh sửa với nhiều liên kết một trong số các dữ liệu khác nhau các nhóm (lược đồ). Các phiên bản hiện tại là Microsoft Office InfoPath 2007 dành cho Windows. Trong mùa hè năm 2010, Microsoft phát hành Microsoft InfoPath 2010 mà được chia thành hai ứng dụng, Microsoft InfoPath Design 2010 và Microsoft InfoPath Filler 2010.

## Phát triển
InfoPath, một thành viên của các sản phẩm Office, các tính năng một kịch bản sử dụng khác nhau từ các ứng dụng khác, như Word và Excel. Để sử dụng InfoPath để điền vào một mẫu đơn, một người sử dụng phải có một nhà thiết kế phát triển một mẫu InfoPath đầu tiên.
Tất cả các dữ liệu được lưu trữ trong các hình thức InfoPath được lưu trong một định dạng XML, được gọi là "nguồn dữ liệu".
InfoPath cung cấp một số điều khiển (ví dụ như textbox, Radio Button, Checkbox...) để trình bày dữ liệu trong nguồn dữ liệu cho người dùng cuối. Đối với các bảng dữ liệu và các nguồn dữ liệu thứ cấp, "Lặp lại bảng" và điều khiển lặp đi lặp lại khác được giới thiệu. Đối với mỗi một trong các điều khiển, hành động (được gọi là "quy tắc") có thể bị ràng buộc tơi cai trị Một định nghĩa một hành động cụ thể sẽ được thực hiện trong điều kiện nhất định. Ví dụ, một quy tắc đơn giản có thể là: "Lập trường 'Tổng' đến 100 khi số trong trường 'field1' thay đổi".
Thêm các hành động phức tạp có thể được phát triển thông qua "xác nhận dữ liệu" ("data validation"). Tất nhiên, xác nhận dữ liệu cũng có thể được thực hiện với VBA lập trình bên trong một tài liệu Microsoft Word hay bảng tính Excel.

## Tích hợp với SharePoint
Việc sử dụng phổ biến nhất của InfoPath là để tích hợp nó với Microsoft SharePoint công nghệ sử dụng dịch vụ mẫu InfoPath (bao gồm trong phiên bản thương mại doanh nghiệp của MOSS) hoặc như là Microsoft Office riêng biệt hình thức sản phẩm Server 2007.
Trong SharePoint, một "Mẫu thư viện" ("Form Library") có thể được tạo ra và phát triển bằng cách sử dụng InfoPath. InfoPath lĩnh vực sẽ được xuất khẩu như là "cột" ("Columns") trong thư viện và có thể được trực tiếp đọc trong SharePoint hoặc được sử dụng như một phần của dịch vụ web kết quả trong phát triển công việc.

## Phiên bản
- InfoPath 2003 (Chỉ bao gồm trong Office 2003 Professional và Professional Enterprise Edition và được bán riêng)
- InfoPath 2007 (Bao gồm trong Office 2007 Ultimate và các phiên bản khối lượng giấy phép, Professional Plus, Enterprise, và được bán riêng)
- InfoPath 2010 (Bao gồm trong Office Professional Plus 2010)